# Федеральное министерство жилья, городского развития и строительства
Федеральное министерство жилья, городского развития и строительства (нем. Bundesministerium für Wohnen, Stadtentwicklung und Bauwesen, сокращенно BMWSB) — высший федеральный орган Федеративной Республики Германии, существовавший с 1949 по 1998 год и существующий снова с 2021 года.
На протяжении истории название министерства менялось несколько раз: сначала оно называлось Федеральное министерство восстановления, с 1950 по 1961 год — Федеральное министерство жилищного строительства, затем до 1965 года — Федеральное министерство жилищного строительства, городского развития и регионального планирования, затем — Федеральное министерство жилищного строительства и городского развития (с 1969 по 1972 с обратным порядком этих двух терминов), пока в 1972 году ему не было присвоено название Федеральное министерство регионального планирования, строительства и городского развития, которое оно носило до своего роспуска. После формирования правительства Шольца министерство снова существует как независимое федеральное министерство и носит название Федерального министерства жилья, городского развития и строительства.
В 1998 году министерство объединилось с Федеральным министерством транспорта и образовало Федеральное министерство транспорта, строительства и жилищного хозяйства (BMVBW). С 2013 по 2018 год строительное подразделение входило в состав Федерального министерства окружающей среды (BMUB), а с 2018 по 2021 год — в Федеральное министерство внутренних дел, строительства и родины (BMI).

## Министры строительства Германии, 1990—1998 и 2021—

Герб ФРГ

## Министры строительства Федеративной Республики Германия, 1949—1990

Герб ФРГ

### Министры жилищного строительства, 1949—1961
| Имя                      | Дата вступления в должность | Дата снятия с должности | Партия   |
| ------------------------ | --------------------------- | ----------------------- | -------- |
| Эбергарт Вильдермут      | 20 сентября 1949            | 9 марта 1952            | СвДП     |
| Фриц Ноймайер            | 19 июля 1952                | 20 октября 1953         | СвДП     |
| Виктор-Эмануэль Пройскер | 20 октября 1953             | 29 октября 1957         | СвДП→СВП |
| Пауль Люкке              | 29 октября 1957             | 14 ноября 1961          | ХДС      |

### Министр жилищного фонда, городского развития и регионального планирования, 1961—1965
| Имя         | Дата вступления в должность | Дата снятия с должности | Партия |
| ----------- | --------------------------- | ----------------------- | ------ |
| Пауль Люкке | 14 ноября 1961              | 26 октября 1965         | ХДС    |

### Министры жилищного фонда и городского развития, 1965—1969
| Имя              | Дата вступления в должность | Дата снятия с должности | Партия |
| ---------------- | --------------------------- | ----------------------- | ------ |
| Эвальд Бухер     | 26 октября 1965             | 28 октября 1966         | СвДП   |
| Бруно Хек        | 28 октября 1966             | 1 декабря 1966          | ХДС    |
| Лауриц Лауритцен | 1 декабря 1966              | 21 октября 1969         | СДПГ   |

### Министр городского развития и жилищного фонда, 1969—1972
| Имя              | Дата вступления в должность | Дата снятия с должности | Партия |
| ---------------- | --------------------------- | ----------------------- | ------ |
| Лауриц Лауритцен | 22 октября 1969             | 15 декабря 1972         | СДПГ   |

### Министры регионального планирования, строительства и городского развития, 1972—1990
| Имя                 | Дата вступления в должность | Дата снятия с должности | Партия |
| ------------------- | --------------------------- | ----------------------- | ------ |
| Ханс-Йохен Фогель   | 15 декабря 1972             | 16 мая 1974             | СДПГ   |
| Карл Равенс         | 16 мая 1974                 | 16 февраля 1978         | СДПГ   |
| Дитер Хаак          | 16 февраля 1978             | 1 октября 1982          | СДПГ   |
| Оскар Шнайдер       | 1 октября 1982              | 21 апреля 1989          | ХСС    |
| Герда Хассельфельдт | 21 апреля 1989              | 2 октября 1990          | ХСС    |

## Министры строительства Германской Демократической Республики, 1954—1990

Герб ГДР

| Имя                 | Дата вступления в должность | Дата снятия с должности | Партия    |
| ------------------- | --------------------------- | ----------------------- | --------- |
| Лотар Больц         | 15 ноября 1949              | 1 октября 1953          | НДПГ      |
| Хайнц Винклер       | 1 октября 1953              | 14 ноября 1958          | ХДС в ГДР |
| Эрнст Шольц         | 14 ноября 1958              | 6 февраля 1962          | СЕПГ      |
| Вольфганг Юнкер     | 6 февраля 1962              | 7 ноября 1989           | СЕПГ      |
| Герхард Баумгертель | 18 ноября 1989              | 12 апреля 1990          | ХДС в ГДР |
| Аксель Фивегер      | 12 апреля 1990              | 28 сентября 1990        | АСД       |

## Министры строительства Германии, 1990—1998 и 2021—н.в.

### Министры регионального планирования, строительства и городского развития, 1990—1998
| Имя                 | Дата вступления в должность | Дата снятия с должности | Партия |
| ------------------- | --------------------------- | ----------------------- | ------ |
| Герда Хассельфельдт | 3 октября 1990              | 18 января 1991          | ХСС    |
| Ирмгард Швецер      | 18 января 1991              | 17 ноября 1994          | СвДП   |
| Клаус Тёпфер        | 17 ноября 1994              | 14 января 1998          | ХДС    |
| Эдуард Освальд      | 14 января 1998              | 26 октября 1998         | ХСС    |

### Министры жилья, городского развития и строительства, 2021—н.в.
| Имя          | Дата вступления в должность | Дата снятия с должности | Партия |
| ------------ | --------------------------- | ----------------------- | ------ |
| Клара Гейвиц | 8 декабря 2021              |                         | СДПГ   |

## Министры, ответственные за строительство в Германии, 1998—2021

### Министры транспорта, строительства и жилищного хозяйства, 1998—2005
| Имя               | Дата вступления в должность | Дата снятия с должности | Партия |
| ----------------- | --------------------------- | ----------------------- | ------ |
| Франц Мюнтеферинг | 26 октября 1998             | 29 сентября 1999        | СДПГ   |
| Райнхард Климмт   | 29 сентября 1999            | 16 ноября 2000          | СДПГ   |
| Курт Бодевиг      | 20 ноября 2000              | 22 октября 2002         | СДПГ   |
| Манфред Штольпе   | 22 октября 2002             | 22 ноября 2005          | СДПГ   |

### Министры транспорта, строительства и городского развития, 2005—2013
| Имя                | Дата вступления в должность | Дата снятия с должности | Партия |
| ------------------ | --------------------------- | ----------------------- | ------ |
| Вольфганг Тифензее | 22 ноября 2005              | 27 октября 2009         | СДПГ   |
| Петер Рамзауэр     | 28 октября 2009             | 17 декабря 2013         | ХСС    |

### Министр окружающей среды, охраны природы, строительства и ядерной безопасности, 2013—2018
| Имя              | Дата вступления в должность | Дата снятия с должности | Партия |
| ---------------- | --------------------------- | ----------------------- | ------ |
| Барбара Хендрикс | 17 декабря 2013             | 14 марта 2018           | СДПГ   |

### Министр внутренних дел, строительства и родины, 2018—2021
| Имя            | Дата вступления в должность | Дата снятия с должности | Партия |
| -------------- | --------------------------- | ----------------------- | ------ |
| Хорст Зеехофер | 14 марта 2018               | 8 декабря 2021          | ХСС    |